# Prairie Farm, Wisconsin
Prairie Farm là một làng thuộc quận Barron, tiểu bang Wisconsin, Hoa Kỳ. Năm 2006, dân số của làng này là 508 người.